# Ialtris agyrtes
Ialtris agyrtes — вид змій родини полозових (Colubridae). Ендемік Домініканської Республіки.

## Поширення і екологія
Ialtris agyrtes мешкають на південному сході півострова Бараона та в горах Сьєрра-де-Неїба. Вони живуть в середньовисотних сухих тропічних лісах, на висоті від 20 до 541 м над рівнем моря. Ведуть денний, наземний спосіб життя. Живляться Typhlops pusillus та іншими риючими зміями.

## Збереження
МСОП класифікує цей вид як такий, що перебуває під загрозою зникнення. Ialtris agyrtes загрожує знищення природного середовища та хижацтво з боку інтродукованих мангустів.